# Пикабу
Пикабу́ (Pikabu) — русскоязычное информационно-развлекательное сообщество, адаптированный аналог портала Reddit. Один из самых популярных сайтов в рунете, он занял 31-е место по посещаемости в России и 426-е в мире в апреле 2025 года, по данным SimilarWeb. В 2014 году Пикабу стал одним из первых сайтов, внесённых в реестр популярных блогов. Индекс качества сайта в 2018 году составлял 38 000. Сайт имеет мобильную версию, официальное мобильное приложение для Android и iOS. Сервер расположен в Германии.
Утверждается, что с сентября 2022 года сайт принадлежит компании АО «Альтаир Медиа», основанной депутатом и главой прокремлёвской партии «Новые люди», хотя сам политик эту информацию опровергает.

## История
Сайт создан 4 апреля 2009 года Максимом Хрящевым, являвшимся на тот момент студентом Налоговой академии. Название сайта происходит от детской игры «Пикабу», в русской культуре её аналогом является игра «Ку-ку». В основе сайта лежит модифицированный бесплатный Digg-подобный движок. Несколько месяцев сайт работал в режиме тестирования, а официальной «датой рождения» Пикабу считается 1 августа 2009 года.
25 июля 2016 года Pikabu был зарегистрирован как товарный знак.
29 сентября 2022 года владельцем сайта стал медиахолдинг «Альтаир Медиа» основателя компании «Faberlic» и лидера прокремлёвской партии «Новые люди» Алексея Нечаева. После продажи, основатель Пикабу Максим Хрящев покинул Россию, переехав на Кипр, оставаясь при этом генеральным директором портала. В сентябре 2023 года Максим Хрящев покинул компанию Пикабу.

## Содержание
Сайт работает по принципу пользовательского контента, его владельцы не занимаются написанием и продвижением постов. Для добавления и оценки (лайк, дизлайк) постов и комментариев требуется регистрация на сайте. Просмотр сайта (кроме постов эротического характера) доступен и для незарегистрированных посетителей. Комментарии на Пикабу представляют собой «бесконечно ветвящиеся» древовидные обсуждения.
Посты и комментарии могут содержать в себе форматированный текст, а также прикреплённые картинки, гифки и видео. Контент как создаётся самими пользователями, так и копируется ими с других сайтов. Значительную часть контента составляют интернет-мемы, некоторые из которых зародились или получили широкую известность непосредственно на Пикабу. Одним из наиболее популярных мемов, появившихся именно благодаря публикации на Пикабу, является Ждун.

### Рейтинговая система
Рейтинг поста или комментария вычисляется по формуле «количество положительных оценок минус количество отрицательных оценок». Чем больше положительных оценок за наиболее короткое время получит пост, тем он выше окажется в ленте на заглавной странице в случае попадания в неё.
За 1 балл рейтинга поста его автору в общую копилку зачисляется 1 балл. За 1 балл рейтинга комментария его автору зачисляется 0,5 балла.
Чем больше у пользователя рейтинг, тем у него больше возможностей на сайте: например, увеличивается количество постов, которые можно добавить в сутки. При попадании в 20000 самых рейтинговых пользователей появляется опция отключения всей рекламы.

## Сообщество
Среди пользователей сайта преобладают мужчины (почти 70 %). Наибольшее количество посетителей сайта проживает в России, Беларуси, Украине, Казахстане и Германии. На официальную страницу сайта в социальной сети ВКонтакте подписано более 3 млн человек, в социальной сети Facebook — более 0,8 млн человек.
По результатам исследования Brand Analytics (проведённого на ноябрь 2021), «Пикабу» входит в число русскоязычных сайтов с наиболее агрессивными комментариями, с долей «агрессивного контента» более 15 %.

### Анонимный Дед Мороз
На Пикабу, как и на Reddit’e, производится новогодняя церемония анонимного обмена подарками под названием «Анонимный Дед Мороз», являющаяся аналогом зарубежного «Тайного Санты». Пользователи сайта отправляют друг другу такие подарки, как книги, косметические средства, кофе и сладости.

### Зелёный пиксель
В начале 2017 года пользователями сайта был запущен проект, получивший рабочее название «Зелёный пиксель», призванный стать альтернативой традиционному новогоднему «Голубому огоньку». Проект предполагал 12-часовую интернет-трансляцию в новогоднюю ночь с участием молодых исполнителей и юмористов, но в конечном итоге стал двухчасовым видео с поздравлением.

## Монетизация
Сайт зарабатывает за счёт рекламных постов, которые помечаются специальным образом и закрепляются вверху страницы, а также за счёт реферальных меток к внешним ссылкам. Разрабатывается рекламная система с таргетингом, внедрение платных аккаунтов на текущий момент не рассматривается.
А также сайт зарабатывает на продаже билетов на концерты, в театр, на спортивные и детские мероприятия. Проект «Билеты» на Пикабу создан при поддержке компании White Label.

## Критика

### Блокировки
8 июня 2016 года Роскомнадзором в Единый реестр запрещённых сайтов был внесён пост на Пикабу с шуточной инструкцией «по превращению в фею огня» из мультсериала «Клуб Винкс».
8 ноября 2017 года сайт был заблокирован Министерством информации и коммуникаций Казахстана на территории республики по причине нахождения на ресурсе поста, в котором рекомендуется к прочтению книга «Удар русских богов», которая признана в стране экстремистской. 10 ноября, после удаления администрацией сайта соответствующего контента, блокировка была снята.

### Безопасность пользователей
В апреле 2020-го года Пикабу опубликовал отчёт о взаимодействии с государственными органами. Так, в администрации Пикабу поступали запросы о пользователях из МВД России, которые были одобрены в половине случаев, а также от Роскомнадзора, все обращения которого были удовлетворены.
В ноябре 2020 года Пикабу был внесён в реестр организаторов распространения информации. После включения в реестр, ресурс должен хранить, и предоставлять по запросу, всю переписку пользователей, а ФСБ может потребовать у ресурса ключи шифрования переписки.

### Судебный иск
В феврале 2022 создатель ЧВК «Вагнер» Евгений Пригожин подал иск в московский суд к владельцу «Пикабу» после статей о скрываемой им на тот момент связи с частной военной компании. Судебный акт не доступен к публикации по закону от 22.12.2008 г. № 262-ФЗ (статья 15 пункт 5).

### Утечка пользовательских данных
В начале марта 2022 года была обнаружена утечка незашифрованных пользовательских данных более чем четырёх миллионов посетителей сайта — из них 1 миллион оказался в открытом доступе. Администрация сайта Pikabu подтвердила утечку данных.

### Ужесточение модераторской политики, цензура
В марте 2022 года, после российского нападения на Украину, Роскомнадзор потребовал от администрации ресурса удалить все посты с «недостоверной информацией» о войне, параллельно с чем на сайте ужесточилась модераторская политика, однако при этом портал подвергся наплыву фейковых аккаунтов, разжигавших провоенную позицию. Также с Пикабу были удалены все публикации которые сообщали о потерях в войне. Евгений Додолев, ссылаясь на собственный опыт, называет ресурс «проукраинским» и «антироссийским».

### Смена владельца
29 сентября 2022 года стало известно о смене владельца портала, новым владельцем стала компания «Альтаир Медиа». Эксперты оценивали сделку от 1 до 2 млрд рублей. Новость о продаже сразу попала на сам «Пикабу», при этом пост собрал много негатива: в топ в основном попали комментарии, в которых пользователи прощались с сайтом. Основатель «Альтаир Медиа» Алексей Нечаев (основатель прокремлёвской партии «Новые люди» и владелец компании «Фаберлик») свою причастность к сделке отвергает. Генеральным директором до 1 сентября 2023 года оставался основатель «Пикабу» Максим Хрящев, а после этой даты он объявил об уходе из компании.

### Отток пользователей с сайта
В апреле 2019 года, после изменения политики модерирования контента, часть пользователей Пикабу объявили бойкот площадке и демонстративно перешли на портал Reddit.
24 июля 2023 года администрация сайта объявила об очередном глобальном обновлении сайта, которое затронуло общую систему оценок и рейтинга, что привело к массовому недовольству пользователей ресурса. В результате нововведений ресурс потерял около 35 % аудитории (со 168 млн просмотров в месяц по состоянию на июль 2023 года до 111,5 млн на конец ноября — начало декабря 2024 года). 
Также оттоку пользователей способствовала цензура введённая после российского вторжения на Украину и развитие русскоязычный версии Reddit, куда перешла многая часть пользователей.